# 玛吉·斯蒂芬斯
玛吉·斯蒂芬斯（英語：Maggie Steffens，1993年6月4日—），美国女子水球运动员。她曾代表美国国家队参加2012年、2016年和2020年夏季奥林匹克运动会水球比赛，获得三枚金牌。

## 家庭
姐姐杰茜卡·斯蒂芬斯。